# Kurt Maetzig
Kurt Maetzig (né à Berlin-Charlottenburg le 25 janvier 1911 et mort à 101 ans le 8 août 2012 à Bollewick) est un réalisateur allemand.
Il marque de manière significative le cinéma en RDA, en particulier dans ses aspects de propagande. Il participe aussi à la fondation et à la direction de la DEFA.

## Biographie
Il est le fils de Robert Maetzig et son épouse Marie Lyon. Il acquiert dans l'entreprise de son père, le laboratoire d'impression FEKA, des connaissances approfondies sur la fabrication du film. Après son abitur, en 1930, il étudie à l'université technique de Munich la chimie, l'ingénierie, l'économie et les sciences de l'entreprise ainsi qu'à la Sorbonne, la sociologie, la psychologie et le droit. En 1935, il commence à faire des dessins publicitaires et obtient un doctorat à Munich.
En 1937, en raison des origines juives de sa mère, il lui est interdit de travailler dans le cinéma. Kurt Maetzig travaille à Berlin dans un petit laboratoire photochimique et donne des conférences sur la technique cinématographique. En 1944, il rejoint le KPD, parti alors interdit.
Après la guerre, il revient au cinéma immédiatement et participe à son renouveau dans la zone d'occupation soviétique en Allemagne dans laquelle se trouvent les studios de Babelsberg, à Potsdam. En 1946, il est cofondateur de la DEFA et à l'initiative du journal d'actualités. Il réalise à la fin des années 1940 et au début des années 1950 plusieurs films marquants, comme Mariage dans l'ombre et Le Conseil des dieux (Der Rat der Götter). En septembre 1949, son film Les Quadrilles multicolores est le premier film est-allemand sélectionné au Festival de Cannes.
Il tourne ensuite une fresque biographique en deux parties sur Ernst Thälmann, le leader communiste de l'entre-deux-guerres mort en déportation à Buchenwald, et reçoit le Prix national de la République démocratique allemande. Il est élu membre de l'Académie des arts de Berlin en 1950, est professeur à la Hochschule für Film und Fernsehen de Babelsberg (future école "Konrad Wolf"). Il devient par ailleurs le premier président de la fédération des ciné-clubs d'Allemagne de l'Est et préside à la fin des années 1970 la Fédération internationale des ciné-clubs.
Dans la première moitié des années 1960, un ton et une esthétique plus libres sont adoptés par des réalisateurs de la DEFA. Mais en décembre 1965, les plus dogmatiques du SED imposent, lors du plénum du parti, une censure sévère sur une grande partie de la production. Le film de Kurt Maetzig C'est moi le lapin (Das Kaninchen bin ich) devient une œuvre emblématique de cette coupe franche (Kahlschlag), donnant même son nom à ces "films-lapins" que les Est-Allemands ne découvriront que des années plus tard. Malgré cela, il demeure fidèle au système. Il reçoit l'étoile de l'amitié des peuples en 1981 et l'ordre du mérite patriotique en 1986. Et préside la Fédération internationale des ciné-clubs à la fin des années 1970 (François Truffaut lui succède en 1979). Il est membre du jury de la Berlinale 1983.
Kurt Maetzig s'est marié quatre fois, dont avec l'actrice Yvonne Merin, et a trois enfants. Ses écrits sont déposés à l'Académie des arts de Berlin. Il est enterré au cimetière de Dorotheenstadt, Andreas Dresen fit son éloge funèbre.

## Filmographie
| - 1946 : Berlin im Aufbau (court métrage documentaire) - 1946 : FDGB (Documentaire) - 1946 : Musikalischer Besuch (court métrage documentaire) - 1946 : 1. Mai 1946 (court métrage documentaire) - 1946 : Leipziger Messe 1946 (court métrage documentaire) - 1946 : Einheit SPD – KPD (court métrage documentaire) - 1947 : Mariage dans l'ombre (Ehe im Schatten) - 1949 : Les Quadrilles multicolores (Die Buntkarierten) - 1950 : Le Conseil des dieux (Der Rat der Götter) - 1950 : Toujours prêt (Immer bereit) (documentaire) - 1950 : La Famille Benthin (Familie Benthin) - 1952 : Romance d'un jeune couple (Roman einer jungen Ehe) - 1954 : Ernst Thälmann – Sohn seiner Klasse - 1955 : Ernst Thälmann – Führer seiner Klasse - 1956 : Schlösser und Katen (de) – Der krumme Anton | - 1956 : Schlösser und Katen – Annegrets Heimkehr - 1957 : Vergeßt mir meine Traudel nicht (de) - 1958 : Le Chant des matelots (Das Lied der Matrosen) - 1959 : L'Étoile du silence (Der schweigende Stern) - 1960 : Septemberliebe (de) - 1961 : Der Traum des Hauptmann Loy - 1961 : Der Schatten (TV) - 1962 : An französischen Kaminen - 1964 : Preludio 11 - 1965 : C'est moi le lapin (Das Kaninchen bin ich) - 1967 : Das Mädchen auf dem Brett - 1967 : Le Drapeau de Krivoï Rog - 1969 : Aus unserer Zeit – Der Computer sagt: nein - 1972 : Januskopf - 1975 : Homme contre homme (Mann gegen Mann) |